# Verdun, Novo mesto
Verdun este o localitate din comuna Novo mesto, Slovenia, cu o populație de 78 de locuitori.